# Askar Mamin
Askar Uzakbaiuly Mamin (en kazajo: Асқар Ұзақбайұлы Мамин; nacido el 23 de octubre de 1965) es un político kazajo, primer ministro de Kazajistán entre 2019 y 2022. Se desempeñó como primer vice primer ministro desde el 9 de septiembre de 2016 hasta el 21 de febrero de 2019. Anteriormente, fue presidente de Qazaqstan Temir Zholy, la compañía ferroviaria nacional de Kazajistán. También se desempeña como presidente de la Federación de hockey sobre hielo de Kazajistán, cargo que asumió en 2008.
Anteriormente se desempeñó como alcalde de Astaná (2006-2008) y ministro de Transportes y Comunicaciones (2005-2006). Mamin es miembro del gobernante partido político Nur Otan.